# Greg Albertyn
Greg Albertyn   (Johannesburg, 13 d'octubre de 1973), conegut familiarment com a Albee, és un ex-pilot de motocròs sud-africà, doble Campió del món de 250cc i una vegada Campió del Món de 125cc.

## Resum biogràfic
Albertyn va guanyar diversos campionats de Sud-àfrica i dels Països Baixos abans de debutar al Campionat del Món de motocròs. Establert a Europa, Albertyn i el belga Stefan Everts mantingueren una forta rivalitat al començament de les seves respectives carreres, sovint amb Albertyn com a guanyador. Greg guanyà el Campionat del Món de 125cc el 1992 i va canviar als 250cc la temporada de 1993, guanyant el campionat a la primera i revalidant-lo el 1994.

### Competició als EUA
Durant aquella època, Albertyn rebé nombroses ofertes per a córrer a Amèrica, disputant el Campionat AMA de motocròs i el de supercross. El mànager de l'equip Suzuki, Roger De Coster, encoratjà Albertyn a retornar a dalt de tot la seva marca. El problema és que el supercross era totalment desconegut per a Albertyn, i les caigudes i lesions sovintejaven més que no pas els èxits esperats. Tot i així, tingué ocasió de mostar el seu potencial tot aconseguint podis i bons resultats.
El 1996 es repetí la història, amb Albertyn aconseguint només alguna vegada entrar entre els deu primers a les curses de supercross. Tot i així, aconseguí passar una temporada relativament estalvi de lesions, i a més a més les curses de motocròs clàssic (outdoor) li sortiren molt millor, assolint la seva primera victòria a Unadilla i algun altre podi.
De cara a 1997 el seu company d'equip a Suzuki fou Jeremy McGrath, coincidint amb un gran progrés d'Albertyn en la tècnica del supercross, de manera que a la fi s'hi començà a adaptar. Guanyà la primera cursa de la temporada a Los Angeles i assolí molts altres podis. Va guanyar el Hangtown National i era molt competitiu al motocròs outdoor, però les avaries mecàniques sovintejaren.
La temporada de 1998 Albertyn millorà la seva fiabilitat, acabant segon al campionat outdoor darrere Doug Henry. El 1999 fou el seu millor any. En un dels més competits Campionats AMA de la història, Albertyn superà Kevin Windham, Mike LaRocco, Doug Henry, Ezra Lusk, Jeff Emig, Sebastien Tortelli, Mickael Pichon, Jimmy Button i John Dowd, guanyant el seu primer títol AMA, el primer per a Suzuki en gairebé 20 anys.

### Retirada
Albertyn es trencà el fèmur al Supercross d'Atlanta del 2000. Tot i així va reaparèixer a correcuita per a defensar el seu títol outdoor amb l'os tot just acabat de guarir. Malgrat lluitar a fons i ésser molt competitiu, no pogué aturar la irrupció espectacular de Ricky Carmichael. A final de temporada, Albertyn anuncià la seva retirada.
Actualment, Albertyn treballa de promotor immobiliari a Califòrnia, i encara corre alguna cursa de motocròs. Albertyn fou un dels primers inversors del Pole Position Raceway, una cadena indoor de circuits de go-kart creada per Ken Faught i Jason Williams. De tant en tant, Albertyn surt del seu retir per tal de disputar curses seleccionades. Els darrers 3 anys, ha aconseguit acabar entre els deu primers en totes les seves aparicions, com ara el Glen Helen National del 2003 i el Gran Premi de Sud-àfrica del 2004.

## Palmarès al Campionat del Món
| 1990         | Kawasaki     | -          | 23è |
| 1991         | Honda        | -          | 10è |
| 1992         | Honda        | -          | 1r  |
| 1993         | Honda        | 1r         | -   |
| 1994         | Suzuki       | 1r         | -   |
| Total títols | Total títols | 2          | 1   |
|              |              | 3 mundials |     |